# Xysticus croceus
Xysticus croceus là một loài nhện trong họ Thomisidae.
Loài này thuộc chi van de struikkrabspinnen. Xysticus croceus được Irving Fox miêu tả năm 1937.